# Premio Caccioppoli
Der Premio Caccioppoli ist ein italienischer Mathematikpreis. Er wird von der Unione Matematica Italiana verliehen und ist nach dem Mathematiker Renato Caccioppoli (1904–1959) benannt, Professor an der Universität Neapel. Bis 1970 wurde er alle zwei Jahre, danach alle vier Jahre verliehen. Die Preisträger müssen Italiener und dürfen nicht älter als 38 Jahre sein. Im Jahr 2000 war er mit 5.200 Euro dotiert, im Jahr 2010 mit 10.000 Euro.

## Preisträger
- 1960: Ennio De Giorgi
- 1962: Edoardo Vesentini
- 1964: Emilio Gagliardo
- 1966: Enrico Bombieri
- 1968: Mario Miranda
- 1970: Claudio Baiocchi
- 1974: Alberto Tognoli
- 1978: Enrico Giusti
- 1982: Antonio Ambrosetti
- 1986: Corrado de Concini
- 1990: Gianni Dal Maso
- 1994: Nicola Fusco
- 1998: Luigi Ambrosio
- 2002: Giovanni Alberti
- 2006: Andrea Malchiodi
- 2010: Giuseppe Mingione
- 2014: Camillo De Lellis
- 2018: Valentino Tosatti
- 2022: Guido De Philippis[1]